# Patrick Harpur
Patrick Harpur, né le 14 juillet 1950 à Windsor, est un écrivain britannique.

## Biographie
Patrick Harpur étudie la littérature anglaise à l'Université de Cambridge. Il voyage à travers l'Afrique puis travaille dans une maison d'édition. En 1982, il quitte son emploi afin de se consacrer entièrement à l'écriture. Il vit près de Dorchester (Dorset). Il a donné des cours avec Jules Cashford.
Ses thèmes de prédilection sont les relations entre la religion et l'alchimie, le néoplatonisme, hermétisme, le paranormal et la psychologie des profondeurs.
Dans son essai Daimonic Reality, Harpur affirme que la psyché humaine s'étend au-delà des confins physiques du corps.

## Œuvres

### Essais philosophiques
- A Complete Guide to the Soul (2010)
- The Philosophers' Secret Fire. A History of the Imagination (2002)
- Daimonic Reality. A Field Guide to the Otherworld (1995)

### Romans
- The Stormy Petrel (2017)
- The Good People (2017)
- The Savoy Truffle (2013)
- Mercurius. Or the Marriage of Heaven and Earth (1990)
- The Rapture (1986)
- The Serpent's Circle (1985)